# Maumelle
Maumelle est une ville située dans l’État américain d'Arkansas, dans le comté de Pulaski, au nord-ouest de Little Rock. Sa population s’élevait à 17 163 habitants lors du recensement de 2010, estimée à 18 214 habitants en 2017.

## Toponymie
La toponymie de la ville de Maumelle date de la période de la Louisiane française. En effet les explorateurs, trappeurs et coureurs des bois français et canadiens-français ont arpenté cette région et remarqué les deux pitons arrondis qui dominent le sommet ou pinacle du mont Pinnacle, qui s'élève dans le parc d'État de Pinnacle Mountain, rappelant la poitrine des femmes d'où sa dénomination française du XVIIIe siècle montagne Mamelle devenue par déformation linguistique montagne Maumelle. Les rivières qui coulent en contrebas de la montagne portent le nom de Maumelle et de Little Maumelle, tout comme le lac de barrage édifié en 1958 et portant le nom de lac Maumelle.

## Démographie
| 1990  | 2000   | 2010   |
| ----- | ------ | ------ |
| 6 714 | 10 557 | 17 163 |

## Géographie
La ville de Maumelle est située sur la rive gauche de la rivière Arkansas en face de la confluence entre la rivière Arkansas et la rivière Maumelle et au nord-ouest de Little Rock.

## Source

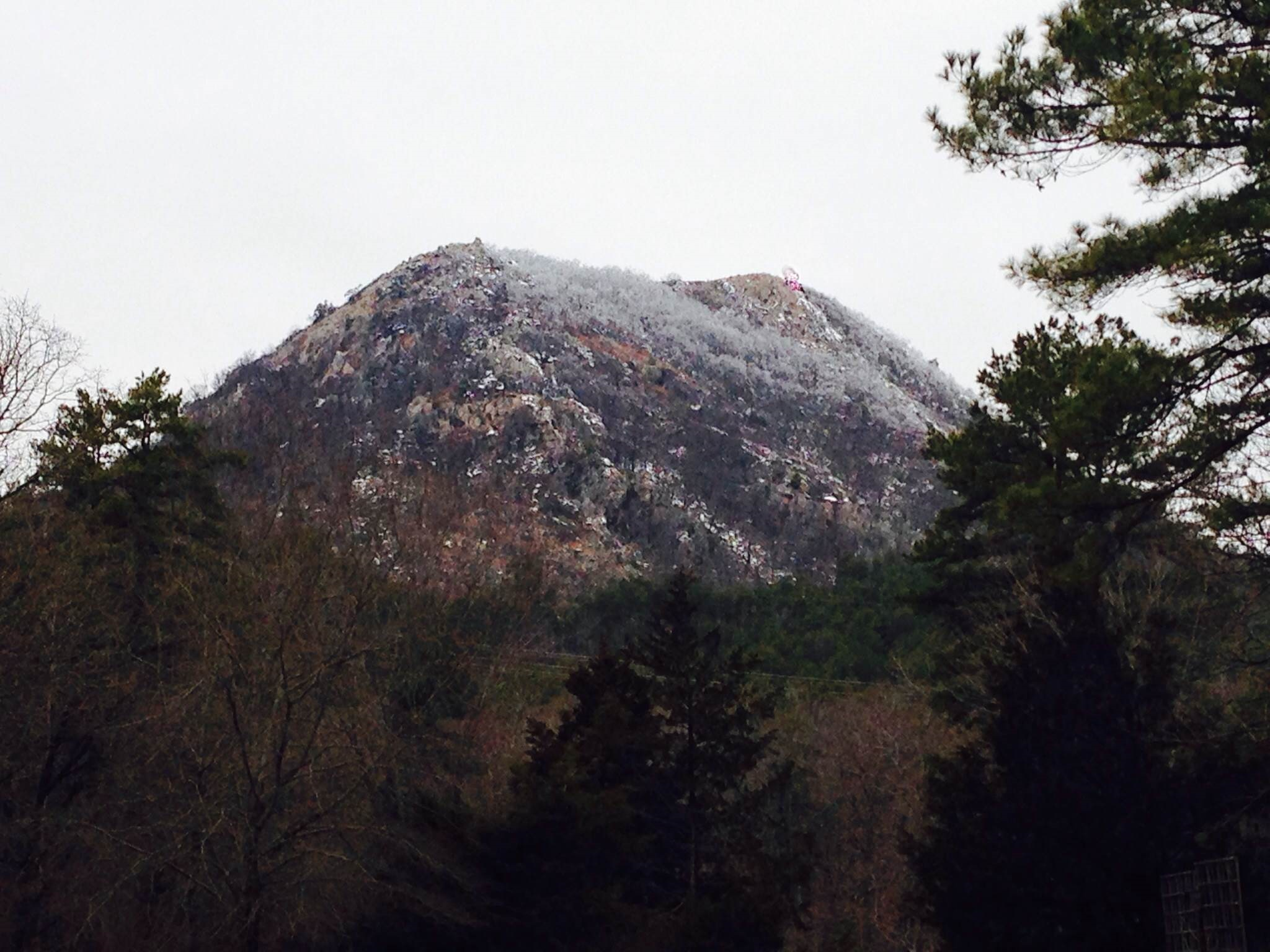
La montagne Pinnacle et son pinacle dominé par deux bosses en forme de mamelles et surnommée Maumelle depuis l'époque de la Louisiane française.

- (en) Encyclopédie de l'Arkansas